# Saint-Jacques-d’Aliermont
Saint-Jacques-d’Aliermont – miejscowość i gmina we Francji, w regionie Normandia, w departamencie Sekwana Nadmorska.
Według danych na rok 1990 gminę zamieszkiwało 319 osób, a gęstość zaludnienia wynosiła 41 osób/km² (wśród 1421 gmin Górnej Normandii Saint-Jacques-d’Aliermont plasuje się na 595. miejscu pod względem liczby ludności, natomiast pod względem powierzchni na miejscu 481.).